# Rioseco de Tapia
Rioseco de Tapia es un municipio y villa española de la provincia de León, en la comunidad autónoma de Castilla y León. Cuenta con una población de 399 habitantes (INE 2024). 
Se encuentra a una altura media de 900 metros sobre el nivel del mar y está formado por los pueblos de Rioseco de Tapia, Espinosa de la Ribera y Tapia de la Ribera.

## Demografía
Cuenta con una población de 399 habitantes (INE 2024).
| Gráfica de evolución demográfica de Rioseco de Tapia entre 1857 y 2021 |
| |
| Población de derecho según los censos de población del INE Población de hecho según los censos de población del INE Entre el censo de 1857 y el anterior aparece este municipio porque se segrega de Carrocera |

## Administración

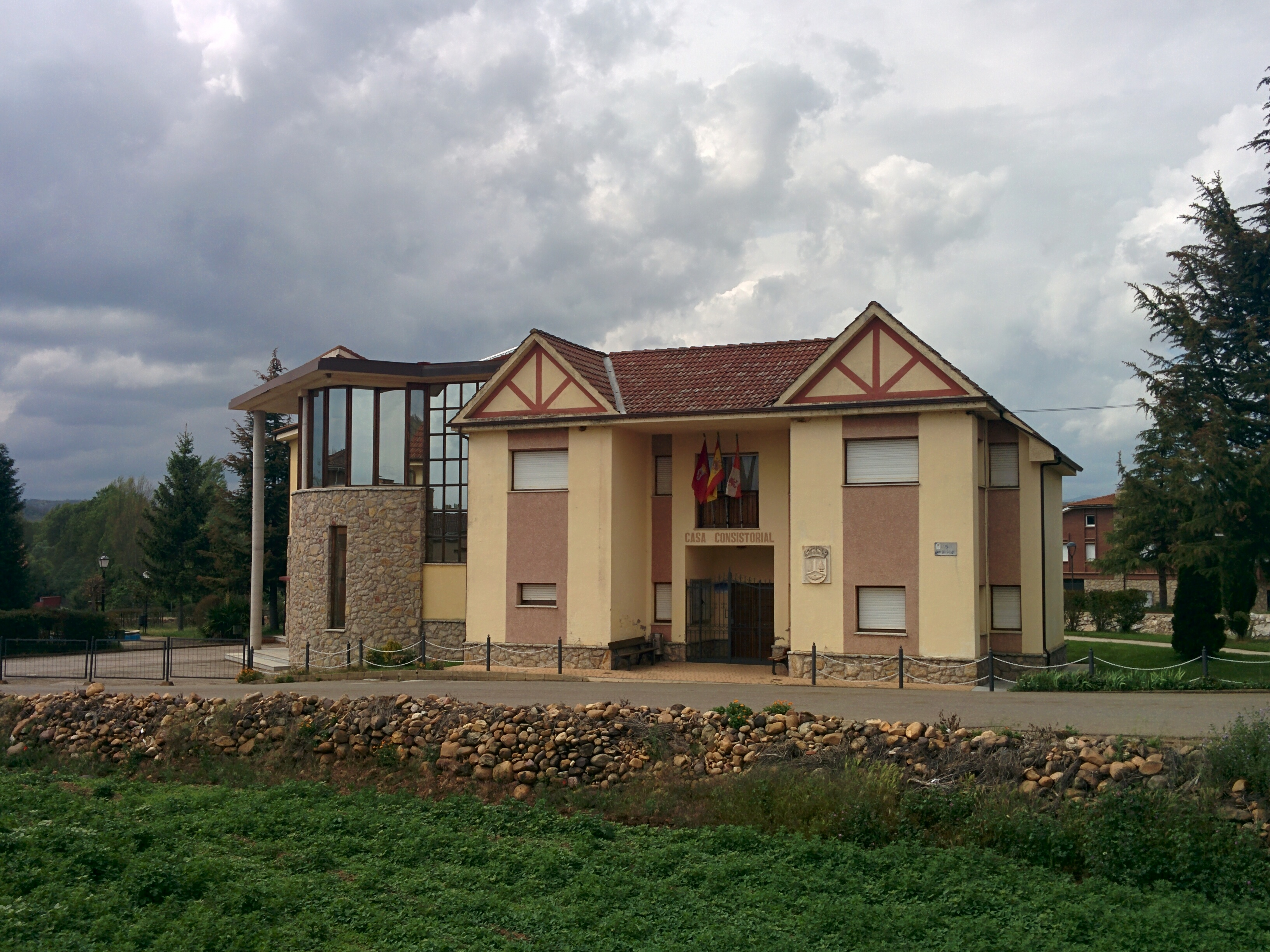
Casa consistorial

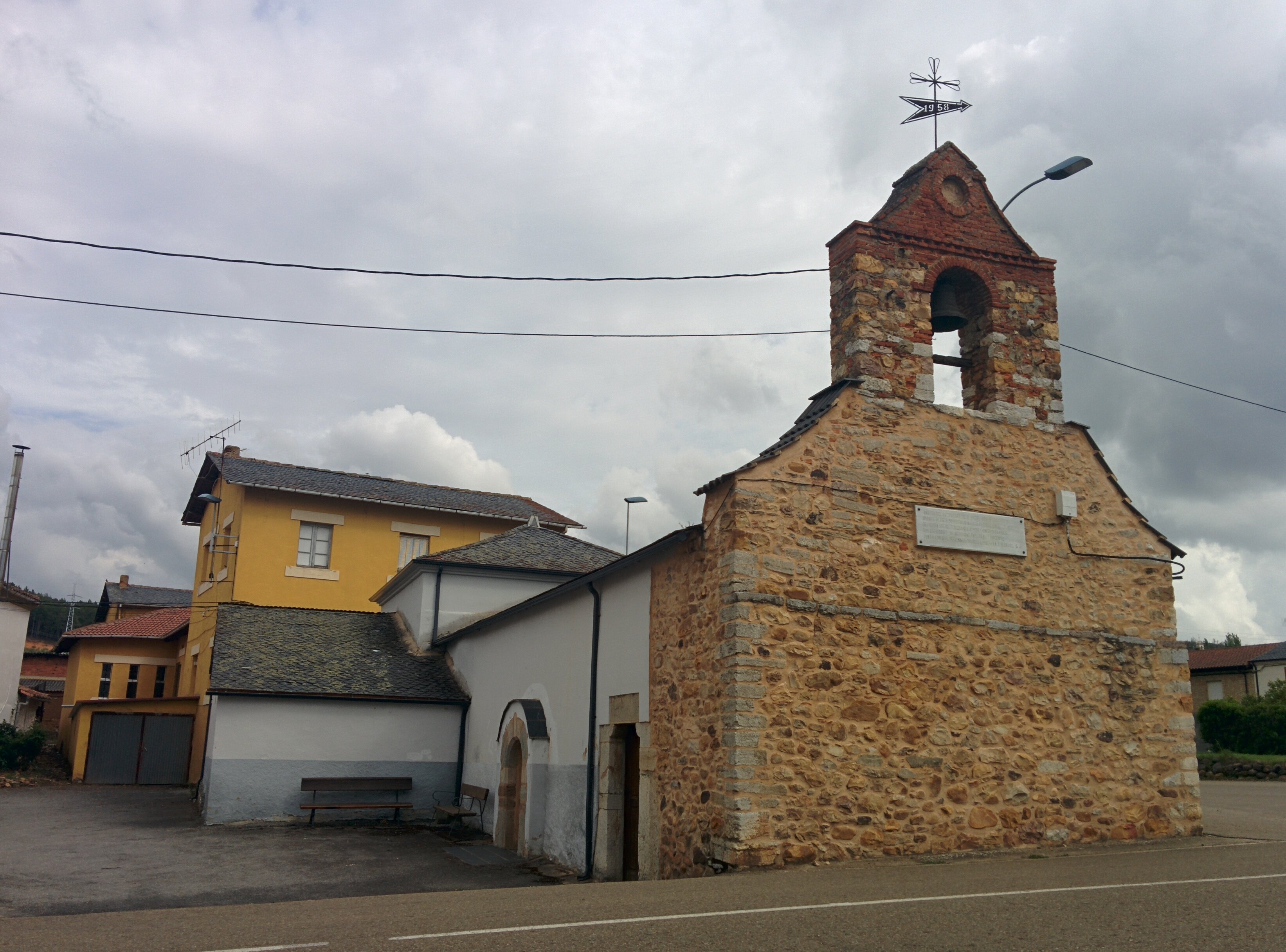
Ermita

La administración  corre a cargo del ayuntamiento, cuyos componentes se eligen cada cuatro años por sufragio universal entre todos los residentes mayores de 18 años empadronados en el municipio. De acuerdo a la Ley Orgánica del 19 de junio de 1985 del Régimen Electoral General, se eligen a 7 concejales.
| Partido político                                  | 1979    | 1979       | 1983    | 1983       | 1987    | 1987       | 1991    | 1991       | 1995    | 1995       | 1999    | 1999       |
| Partido político                                  | % votos | concejales | % votos | concejales | % votos | concejales | % votos | concejales | % votos | concejales | % votos | concejales |
| Partido Socialista Obrero Español (PSOE)          | -       | -          | 40,4    | 3          | 13,64   | 1          | 29,45   | 2          | 14,7    | 1          | 26,9    | 2          |
| Partido Popular (PP) (Alianza Popular hasta 1989) | -       | -          | 59,6    | 4          | 52,63   | 4          | 40      | 3          | 65,03   | 5          | 66,44   | 5          |
| Izquierda Unida (IU)                              | -       | -          | -       | -          | -       | -          | -       | -          | -       | -          | 5,29    | 0          |
| Unión de Centro Democrático (UCD)                 | 100     | 7          | -       | -          | -       | -          | -       | -          | -       | -          | -       | -          |
| Centro Democrático y Social (CDS)                 | -       | -          | -       | -          | 26,56   | 2          | 29,89   | 2          | -       | -          | -       | -          |
| Partido Demócrata Popular (PDP)                   | -       | -          | -       | -          | 4,55    | 0          | -       | -          | -       | -          | -       | -          |
| Otros                                             | -       | -          | -       | -          | -       | -          | -       | -          | 16,7    | 1          | -       | -          |

| Partido político                         | 2003    | 2003       | 2007    | 2007       | 2011    | 2011       | 2015    | 2015       |
| Partido político                         | % votos | concejales | % votos | concejales | % votos | concejales | % votos | concejales |
| Partido Popular (PP)                     | 75,8    | 6          | 72,97   | 5          | 70,94   | 5          | 64,03   | 5          |
| Partido Socialista Obrero Español (PSOE) | 19,41   | 1          | 25,83   | 2          | 26,56   | 2          | 22,66   | 2          |
| Unión del Pueblo Leonés (UPL)            | -       | -          | -       | -          | -       | -          | 9,35    | 0          |

## Comunicaciones
El municipio se encuentra bien comunicado por carretera, siendo atravesado por la autopista Ruta de la Plata, que une Gijón con Sevilla y existiendo un acceso con peaje a la misma en la localidad de Canales-La Magdalena, 6 km al norte de Tapia de la Ribera, lo que permite además unas comunicaciones rápidas con la capital provincial, León. 
Además pasan por el municipio las carreteras provinciales LE-420 que une el La Bañeza, con Soto y Amío y la LE-460 que une Torre del Bierzo con el entronque en la CL-623, muy cerca de Rioseco en el vecino municipio de Carrocera al que une con León capital, siendo muy utilizada esta vía como alternativa gratuita a la autopista en su recorrido.